# 赫林 (伊利諾伊州)
赫林（英語：Herrin）是一個位於美國伊利諾伊州威廉森縣的城市。

## 地理
赫林的座標為37°48′09″N 89°01′41″W / 37.80250°N 89.02806°W，而該地的平均海拔高度為128米（即420英尺）。

## 人口
根據2010年美國人口普查的數據，赫林的面積為25.78平方千米，當中陸地面積為25.18平方千米，而水域面積為0.60平方千米。當地共有人口12501人，而人口密度為每平方千米484.91人。